# Słowa Mormona
Słowa Mormona [Sł. Morm.] – w religii mormońskiej jedna z najkrótszych ksiąg wchodzących w skład Księgi Mormona. Nie posiada żadnego rozdziału, a jedynie 18 wersetów. W Księdze Mormona znajduje się pomiędzy Księgą Omniego a Księgą Mosjasza.

## Opis księgi
Mormon zapisuje na swoich płytach wyjątki kronik z większych płyt Nefiego i dołącza do nich mniejsze płyty Nefiego. Według chronologii Księgi Mormona wydarzenia te rzekomo miały się rozegrać w 385 r.